# Wilhelm Riebniger
Wilhelm Riebniger (* 19. April 1943 in Hamm; † 23. April 2018) war ein deutscher Politiker der CDU. Er war zunächst ehrenamtlicher und danach hauptamtlicher Landrat des Kreises Soest.

## Leben

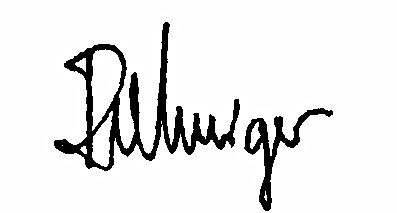
Die Unterschrift von Riebniger

Riebniger machte im Jahr 1960 die mittlere Reife.  Danach besuchte er die Höhere Handelsschule und absolvierte eine Ausbildung zum Speditionskaufmann im Jahr 1963. Zunächst arbeitete er als kaufmännischer Angestellter, von 1964 bis 1965 war er Soldat bzw. Reserve-Offizier. Von 1966 bis 1990 war er im Kirchenverwaltungsdienst tätig, zuletzt als Verwaltungsleiter im Kreiskirchenamt Soest.
Für sein langjähriges Engagement im kommunalpolitischen Bereich  erhielt Riebniger am 20. April 2002 das Bundesverdienstkreuz am Bande.

## Politische Laufbahn
Riebniger war seit 1970 Mitglied der CDU. Von 1988 bis 1991 war er Vorsitzender des CDU-Stadtverbandes Lippstadt.
Von 1975 bis 1994 war er Mitglied des Rates der Stadt Lippstadt, davon von 1982 bis 1994 Fraktionsvorsitzender. Im Jahr 1979 wurde er in den Kreistag des Kreises Soest gewählt und war dort Abgeordneter bis 1998.
Vom 15. Januar 1991 bis zum 31. Juli 1998 war Riebniger Mitglied des Landtags des Landes Nordrhein-Westfalen. Er rückte in der 11. Wahlperiode  über die Reserveliste seiner Partei nach, in der 12. Wahlperiode wurde er im Wahlkreis 141 Soest II direkt gewählt.
Am 4. November 1994 wurde er ehrenamtlicher Landrat und mit der Kommunalreform in NRW am 1. August 1998 hauptamtlicher Landrat. Dieses Amt hatte er bis zum 25. April 2007 inne.